# Markirya
Il poema Markirya (in qenya "arca" per il quenya maturo marcirya), noto così dal titolo della sua versione iniziale (in qenya Oilima Markirya ovvero "l'ultima arca" per un quenya maturo métima Marcirya o tyelima Marcirya), è un poema redatto dallo scrittore, filologo e glossopoeta John Ronald Reuel Tolkien nel più conosciuto dei suoi linguaggi artificiali il quenya parlato all'interno del mondo immaginario di Arda dai popoli elfici (principalmente dai Noldor) in un'epoca antecedente alle avventure narrate ne Il Signore degli Anelli.
Il poema come è conosciuto oggi venne modificato più volte dall'autore dal 1931 (a cui risale la versione originale) alla sua morte avvenuta nel 1973.

## Versione definitiva del testo

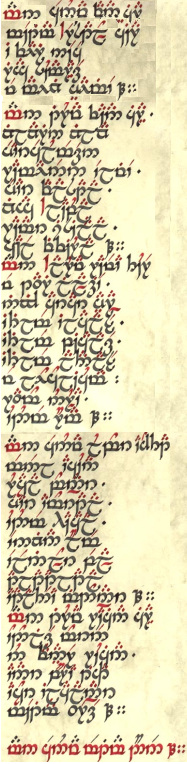
Il poema Markirya in lettere tengwar (un alfabeto ideato da J. R. R. Tolkien per il quenya)

La versione "matura" del poema è generalmente considerata il più lungo testo scritto in quenya.
elenillor pella
talta-taltala
atalantië mindonnar?
Man tiruva rácina cirya
ondolissë mornë
nu fanyarë rúcina,
anar púrëa tihta
axor ilcalannar
métim' auressë?
Man cenuva métim' andúnë?»
(J.R.R. Tolkien, Il medioevo e il fantastico, Un vizio segreto)

## Frammenti dell'Oilima Markiryain qenya
Con il termine Oilima Markirya si intende la versione iniziale del poema Markirya in cui venne inizialmente composto da Tolkien in una forma prematura denominata Quenya intorno al 1931.
(J.R.R Tolkien, Il medioevo e il fantastico, Un vizio segreto)
In corsivo vi sono le parole che provengono da una stessa radice, tutt'al più revisionata negli anni dall'autore (solo le parole accertate).
Questa invece è la traduzione, comune a entrambe le versioni:
(J.R.R. Tolkien, Il medioevo e il fantastico, Un vizio segreto)
Eccone altri frammenti che mostrano le differenze tra il "qenya" prematuro" e il "tardo quenya".
(J.R.R Tolkien, Il medioevo e il fantastico, Un vizio segreto)
In corsivo vi sono le parole che provengono da una stessa radice, tutt'al più revisionata negli anni dall'autore (solo le parole accertate).
Eccone invece la traduzione:
(J.R.R Tolkien, Il medioevo e il fantastico, Un vizio segreto)
Di questo frammento esiste anche un'altra versione considerata "intermedia", che presenta, però, molti cambiamenti, anche nella traduzione:
(J.R.R Tolkien, Il medioevo e il fantastico, Un vizio segreto)